# San Candido
Innichen tiếng Đức) hoặc San Candido tiếng Ý) là một đô thị ở Nam Tirol trong vùng Trentino-Nam Tirol của Ý, có vị trí cách khoảng 120 km về phía đông bắc của Trento và khoảng 80 km về phía đông bắc của Bolzano, ở biên giới với Áo. Tại thời điểm ngày 31 tháng 12 năm 2004, đô thị này có dân số 3.148 người và diện tích là 80,1 km².
Đô thị Innichen có các frazioni (các đơn vị cấp dưới, chủ yếu là các làng) Innichberg (Monte San Candido), Obervierschach (Versciaco di Sopra), Untervierschach (Versciaco di Sotto), Vierschach (Versciaco), Winnebach (Prato alla Drava).
Innichen giáp các đô thị: Toblach, Innervillgraten (Áo), Sexten, và Sillian (Austria).